# Les Ménestriers
 (janvier 2014).
Les Ménestriers est un groupe de musique médiévale français formé en 1969, par Yves Audard, Jean-Pierre Batt, Daniel Dossmann, Bernard Pierrot et Julien Skowron. Les Ménestriers reprennent un large répertoire de chansons du Moyen Âge ou de la Renaissance, offrant une nouvelle popularité à ces créations des XVe et XVIe siècles.

## Biographie
Rassemblant des musiciens jouant déjà dans des formations de musique ancienne, le groupe est formé en 1969 pour répondre à l'intérêt grandissant pour la musique médiévale dans le cadre de la vague folk en cours à la fin des années 1960.
Les deux artistes Yves Audard et Julien Skowron se sont rencontrés dans un ensemble d'amateurs, La Ménestrandie. Ils ont ensuite joué dans l'ensemble Musica Dolce qui s'est produit au cloître de Montmajour en 1968 lors du Festival d'Arles. Jean-Pierre Batt y jouait la basse de viole et Julien Skowron le dessus de viole. Ils ont consolidé leur amitié lors de la fondation des Ménestriers en 1969.
Julien Skowron a participé (avec Angélique Fulin, professeur à la Faculté de Vincennes) à l'ensemble d'amateurs La Ménestrandie. L'ensemble a même enregistré un petit disque, un EP intitulé Danceries de la Renaissance sorti chez Unidisc. Au verso de la pochette, on peut lire : « La Ménestrandie, qui s'est donné pour tâche de faire revivre les instruments anciens, offre dans ses concerts une reconstitution de divers genres en honneur durant le Bas Moyen Âge et la Renaissance : danceries chantées ou instrumentales – chansons de troubadours – motets – musique mesurée à l'antique – airs de cour. Elle a participé au Festival de Marly dans le cadre du Parc Royal; elle a donné de nombreux concerts à l'Abbaye de Royaumont, à Bordeaux, à Monaco, etc. ».
Yves Audard n'a fait partie que ponctuellement de la Ménestrandie, notamment à l'occasion des Heures Médiévales de Laon.
Ainsi que le raconte lui-même Julien Skowron, c'est en participant à la tournée de la pièce de musique contemporaine Musik für Renaissance Instrumente de Mauricio Kagel (effectuée dans les nouvelles Maisons de la culture comme Le Havre, Amiens, Bourges...) qu'il est amené à rencontrer Bernard Pierrot qui lui propose de rejoindre un « ensemble pour jouer du Moyen Âge ». C'est ainsi que nait le groupe Les Ménestriers.
Après des récitals à la Conciergerie à Paris et l'obtention en 1971 d'un grand prix décerné par l'Académie du disque français pour leur premier album (éponyme),, Les Ménestriers confirment leur succès en 1972, accomplissant la performance de remettre à la mode des chansons populaires des XVe et XVIe siècles (Moyen Âge ou Renaissance), déployant – en accompagnement de leurs voix – une panoplie d'instruments tels que luth, cistre, pandore, basse de viole, dessus de viole, flûtes à bec et cromornes, cornets, guimbardes, cervelas.
Par la suite, les membres du groupe changent progressivement.
Le multi-instrumentiste Henri Agnel (guitare, luth, cistres) rejoint le groupe en 1975 pour jouer les répertoires du Moyen Âge et de la Renaissance. Il y restera jusqu'aux dernières années du groupe. Il participe pour la première fois à l'enregistrement d'un album du groupe en jouant du tambourin sur Chanson légère à entendre (1976).
Essentiellement pour une raison musicale, Julien Skowron quitte Les Ménestriers après l'enregistrement de l'album Chanson légère à entendre (paru en 1976) pour rejoindre l'Ensemble Guillaume de Machaut (formė en 1974 par le chanteur haute-contre Jean Belliard et le luthiste Guy Robert qu'il connaissait déjà bien pour avoir donné divers concerts avec lui,), ensemble qu'il quitte ensuite pour fonder en 1978 (avec Esther Lamandier et Henri Agnel) le groupe La Maurache qui, à l'origine, ne devait pas durer. Quoique en mode "furtif", le groupe (formé alors de Julien Skowron, Xavier Terrasa, et Maxime Fiorani,,) était toujours actif (quoique moribond) une trentaine d'années plus tard en octobre 2009,.
Le joueur de luth Bernard Pierrot reste le dernier membre fondateur encore présent sur Renaissance, leur dernier album publié en 1980. Le groupe se sépare apparemment cette année-là, aucun disque n'ayant été publié par la suite sous ce nom. Les Ménestriers ont accompagné de nombreuses tournées des Jeunesses musicales de France et ont donné également de nombreux concerts en Europe et aux États-Unis.
Près de 40 ans après la séparation du groupe, le nom des Ménestriers refait surface lorsque, se présentant comme "directeur artistique de l’ensemble « Les Ménestriers »", Henri Agnel donne le 27 juin 2019 sous le nom « Henri Agnel – Les Ménestriers » un concert intitulé "Folies Modales" à la salle Le Triton aux Lilas en Seine-Saint-Denis,. Le nouveau groupe se compose alors de : Henri Agnel (chant, cistre, oud, cetera, derbouka), Idriss Agnel (chant, oudou, zarb, cajon, set de percussions, guitare électrique), Michael Nick (violon, quinton) et Chris Hayward (flûtes, kaval, daf).

## Anciens membres
- Yves Audard — flûtes à bec, cromornes, cervelas, cornet à bouquin. Cofondateur du groupe de musique ancienne Les Ménestriers, il a fait avec cet ensemble de nombreuses tournées à l'étranger. Également pianiste, il accompagne le chanteur Marc Fouquet et dans l'Yonne, la chorale À cœur joie[1]. Devenu inspecteur pédagogique régional de musique à Dijon, désormais retraité, il est organiste titulaire à Joigny.
- Julien Skowron — dessus de viole, rebecs, vièles (dont vièle alto). Depuis la fin des années 1960, il a été au cœur de nombreux projets mettant en valeur une certaine approche des musiques du Moyen Âge et de la Renaissance. Membre des ensembles Les Ménestriers (qu'il cofonde en 1969 avec Yves Audard), Guillaume de Machaut (à partir de 1976) puis La Maurache (qu'il cofonde en 1978 avec Esther Lamandier et Henri Agnel), il a sans doute été aussi le premier en France à se poser des questions sur l'utilisation de la vièle à archet. Il obtient de nombreux prix au conservatoire de Reims et a enseigné durant 30 ans à Gennevilliers[réf. nécessaire]. Il a participé à l'enregistrement de plus de 35 disques, dont deux personnels.
- Jean-Pierre Batt — dessus et basse de viole, cromornes, guimbarde, chalemie
- Daniel Dossmann — pandore, cistre, percussions
- Bernard Pierrot — luth, tambourins, nacaires, zarb, guimbarde, jeu de cloches, cistre, baryton, baritone, saz, oud, pandore, derbouka, percussions, chant
- Sylvie Beltrando — petite harpe, épinette, cloches, cistre, tambourin
- Steve Rosenberg — flûtes, cromorne, chalémie, cervelas, pandore
- Henri Agnel (1973–1980; 2019) — luth, oud, saz, pandore, derbouka, cetera, tambourin, guiterne, cistres, guitare, chant
- Marcelo Ardizzone — rebec, vièle, vièle ténor, oud, cromorne, flûte à bec, violes, rebec, guiterne
- Berry Hayward — flûtes à bec, chalumeau, cromornes
- Chris Hayward (1977; 2019) — flûte traversière, flûte à bec, cromorne, derbouka, tambourin, kaval, daf, cuillers
- Jean-Noël Catrice — flûtes à bec
- Idriss Agnel (2019) — oudou, zarb, cajon, set de percussions, guitare électrique, chant
- Michael Nick (2019) — violon, quinton

## Discographie
Source :

### Albums studio
- 1970 : Les Ménestriers (Disques du Cavalier BP2 001) (également connu sous le nom de Saltarelle, son premier titre)[15] (avec Yves Audard, Julien Skowron, Bernard Pierrot, Daniel Dossmann, Jean-Pierre Batt)
- 1972 : Il était une fillette... (Disques du Cavalier BP2 002) (avec Yves Audard, Julien Skowron, Bernard Pierrot, Daniel Dossmann, Jean-Pierre Batt)
- 1973 : Domino (Disques du Cavalier BP2 003) (avec Yves Audard, Julien Skowron, Bernard Pierrot, Daniel Dossmann, Jean-Pierre Batt)
- 1974 : Has tu point vu... (Disques du Cavalier BP2 004) (avec Julien Skowron, Bernard Pierrot, Sylvie Beltrando, Steve Rosenberg, Jean-Pierre Batt)
- 1975 : Vive Henri IV (Disques du Cavalier BP2 005) (avec Yves Audard, Julien Skowron, Bernard Pierrot, Steve Rosenberg, Jean-Pierre Batt)
- 1976 : Chanson légère à entendre (Disques du Cavalier RCA FTL1 0133) (avec Henri Agnel, Julien Skowron, Bernard Pierrot, Marcelo Ardizzone, Berry Hayward)
- 1977 : Le Bouvier (Disques du Cavalier RCA PL 37058) (sorti également en cassette audio) (avec Bernard Pierrot, Chris Hayward, Berry Hayward, Marcelo Ardizzone)
- 1978 : Mandrin (Le Chant du Monde LDX-74673) (avec Henri Agnel, Bernard Pierrot, Marcelo Ardizzone, Jean-Noël Catrice)
- 1980 : Renaissance (Le Chant du Monde LDX 74727) (avec Henri Agnel, Bernard Pierrot, Marcelo Ardizzone, Jean-Noël Catrice)

### Collaborations
- 1972 : Hélène Martin chante Jean Giono (Disques du Cavalier ; album de poésie et de chansons dans lequel Les Ménestriers jouent quatre chansons).

Aucun 33 tours n'a été réédité au format CD, ni les sept premiers disques édités par les Disques du Cavalier, ni les deux derniers édités par Le Chant du Monde.